# Судостроитель (футбольный клуб, Владивосток)
«Судостроитель» — советский футбольный клуб из города Владивосток. Существовал с 1912 по 1948 год.

## История
Клуб основан в 1912 году, когда прошли первые официальные игры в Приморье во Владивостоке. В этих играх приняли команды торговых фирм, гимназий, коммерческого училища и судоремонтного завода. Команда принимала участие в первенстве города. В 1932 году начато строительства нового стадиона во Владивостоке, которому дали название «Судостроитель». Команда в 1937 году приняла участие в первенстве Дальневосточного края.
«Судостроитель» — первая команда, которая представила город Владивосток в чемпионате СССР по футболу в 1937 году в Группе «Города Востока». Больше клуб в чемпионате СССР по футболу не участвовал. Последнее упоминание клуба как участника розыгрыша Кубка РСФСР среди команд КФК в 1948 году.

## История футбола в Приморском крае
Первая футбольная команда Владивостока основана в марте 1910 года и называлась «Первый Владивостокский футбольный клуб». Её основал английский подданный Джорж С. Блейк. В 1910 году начались регулярные матчи с футболистами иностранных судов, швартовавшихся у причалов Владивостокского порта. Игры проходили на городском ипподроме, расположенном в местечке Владивостока «Гнилом Углу».
В 1912 году появились молодёжные команды, составленные из учащихся старших классов Владивостокской мужской гимназии, Мореходного училища и Портовой школы. Свою команду собрали и моряки Тихоокеанского флота. Её основу составили военные кондукторы инженерного управления. Уже в августе 1912 года была осуществлена первая попытка организации регулярного розыгрыша первенства Владивостока, в финал которого вышли команды учащихся Владивостокской мужской гимназии и Портовой школы. Чемпионом города стала команда гимназистов.
В начале 1913 года были образованы первые на Дальнем Востоке спортивные общества — футбольный клуб «Интернационал» и «Владивостокский хоккей-клуб». Весной 1915 года «Владивостокским хоккей-клубом» совместно с «Первым Восточносибирским обществом электрических трамваев» были учреждены специальные городские кубки для двух групп футбольных команд Владивостока.
Победителями стали футболисты «Владивостокского хоккей-клуба» (1-я группа) и «Черным» (2-я группа). С 1923 года проводятся футбольные первенства в Уссурийске, Артёме, Спасске. В 1937 году на розыгрыше Кубка Дальневосточного края Приморье представляло 2 клуба «ТОФ» (Владивосток) и «Локомотив» (Ворошилов). «Локомотив» (Ворошилов) дошёл по полуфинала розыгрыша.
Первое выступление Приморской команды на Всесоюзных соревнованиях было в 1937 году — команда «Судостроитель» (Владивосток) приняла участие в чемпионате СССР по футболу.

## Достижения
- 4 место в чемпионате СССР по футболу 1937 года в Группе «Города Востока»
- финалист Кубка Дальневосточного Края в 1938 году

## Таблица с участием команды в чемпионате СССР по футболу
|           |   | Клуб                               | место | И | В | Н | П | М     | О  |
|           |   | «Судостроитель» (Владивосток)      |       |   |   |   |   |       |    |
| Группа ГВ | 3 | Группа «Города Востока». 1937 год. | 4/7   | 6 | 2 | 1 | 3 | 15-22 | 11 |
| ИТОГО     |   |                                    | 1     | 6 | 2 | 1 | 3 | 15-22 | 11 |